# Calathea maasiorum
Calathea maasiorum är en strimbladsväxtart som beskrevs av H.A.Kenn. Calathea maasiorum ingår i släktet Calathea och familjen strimbladsväxter. Inga underarter finns listade.